# Червень (місто)
Червень (біл. Чэрвень, історична назва біл. Ігумен) — місто в Мінській області Білорусі, центр Червенського району.

## Галерея

Краєвиди Ігумену
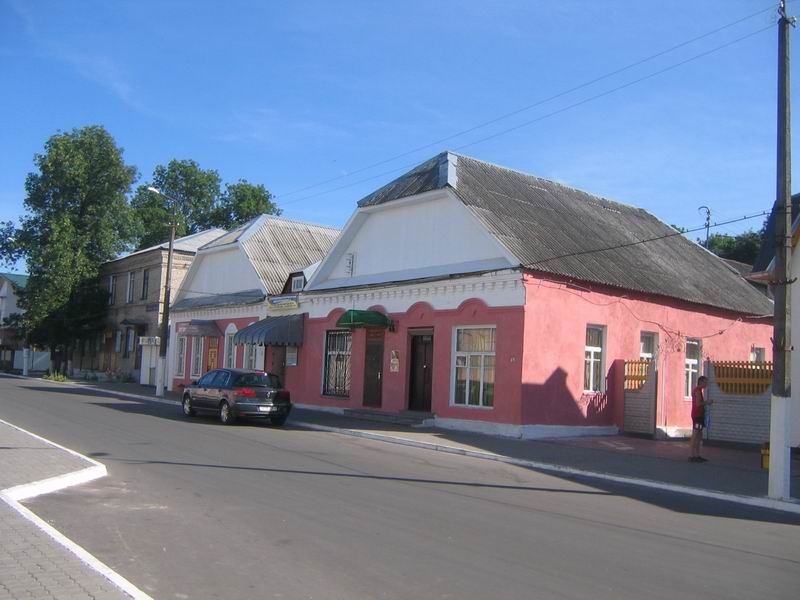
Давні будинки
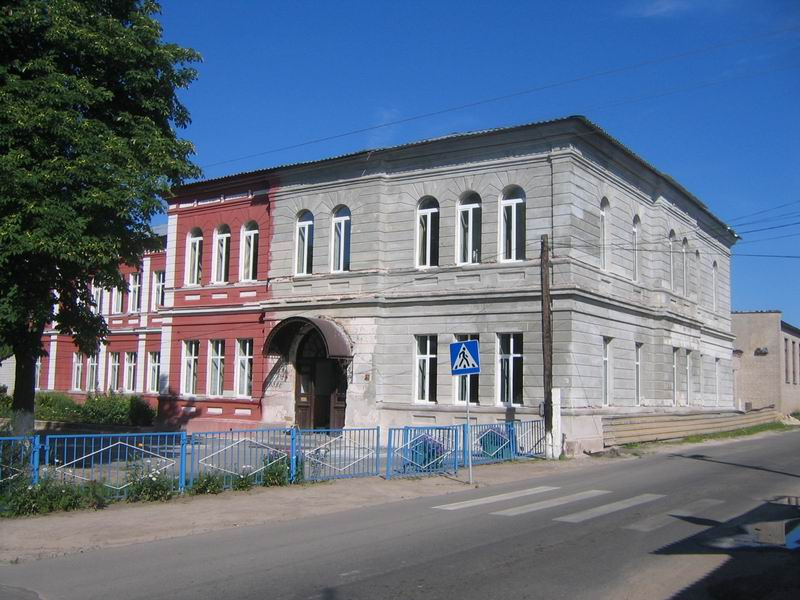
Школа
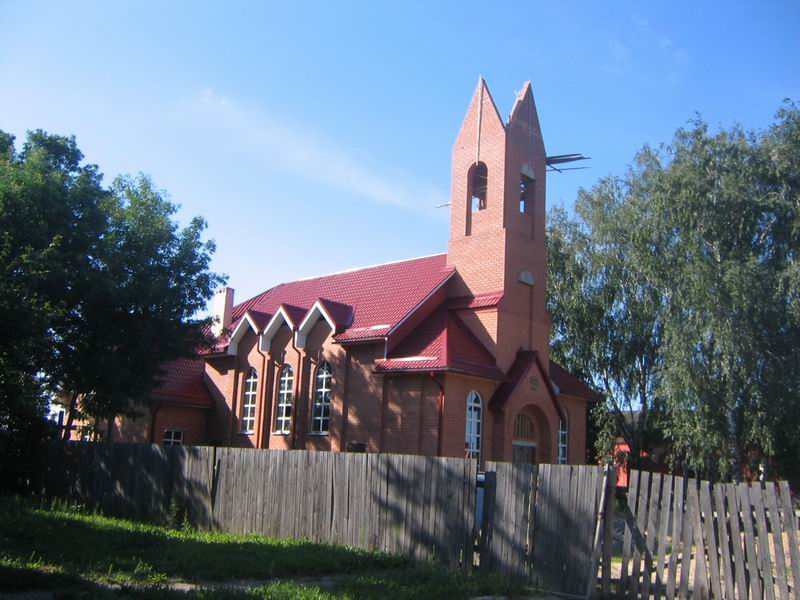
Костьол
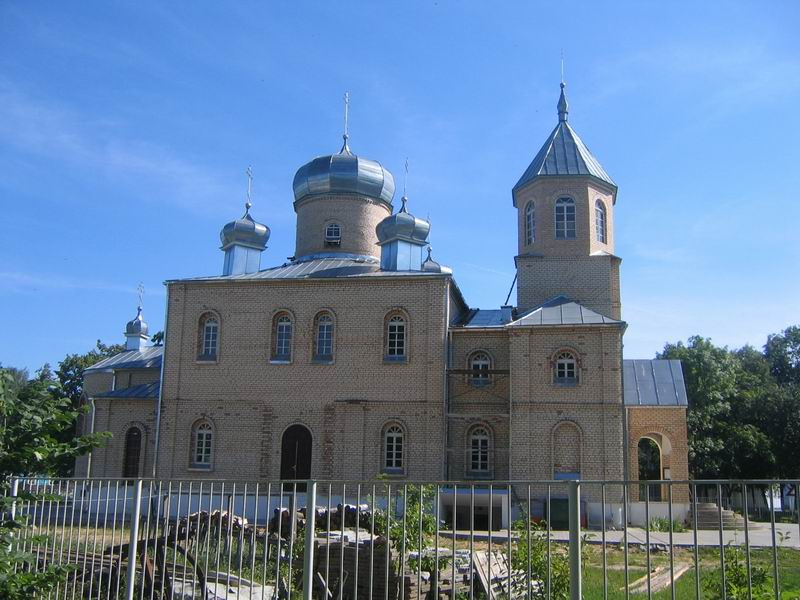
Церква